# 電子チューナー
電子チューナー（でんしチューナー）とは、デジタル数字を表示するチューナーのこと。1980年代後半頃より普及し、現在カーオーディオや家庭用オーディオ機器のほとんどが電子チューナーを採用している。家電製品の仕様には、「シンセサイザー チューナー」と記入されることが多い。
仕組みの一例として、従来、バリコンを用いて同調を行っていた部分を、可変容量ダイオードに置き換えたものがある。可変容量ダイオードは、印加する電圧により、その静電容量を変化させるものであり、印加電圧はマイコンやPLLと呼ばれる電子回路を用いて制御する。
アナログ式チューナー（同調）より、デジタル表示の方が分かるのが特徴である。